# Jan Kleniewski
Jan Kleniewski herbu Zagłoba (ur. 11 grudnia 1845 w Ciołkowie w ziemi płockiej, zm. 28 grudnia 1918 w Warszawie) – ziemianin, przemysłowiec, rolnik.

## Życiorys
Jan Kleniewski urodził się 11 grudnia 1845 w Ciołkowie w Płockiem, jako młodszy z braci, był synem Franciszka Kleniewskiego herbu Zagłoba oraz Marii z Lasockich herbu Dołęga.
Szkołę średnią ukończył w Warszawie, tam też studiował prawo w Szkole Głównej. Następnie wyjechał do Niemiec, aby studiować rolnictwo w słynnej Akademii Rolniczej (dzisiejszym Uniwersytecie Hohenheim) w Hohenheim koło Stuttgartu (Wirtembergia), gdzie następnie odbył praktykę agronomiczną.
Po powrocie do kraju nabył (w 1871) wraz z ojcem i bratem Władysławem od spadkobierców Kazimierza Wydrychiewicza – rozległe włości opolskie należące niegdyś do Lubomirskich. Rok później, w wyniku podziału majątku pomiędzy braćmi, stał się właścicielem czterech kluczy: Kluczkowic, Łazisk, Wrzelowa i Szczekarkowa (kluczami nazywano folwarki pozostające pod wspólną administracją). Okazał się doskonałym gospodarzem, jednym z prekursorów nowoczesnego rolnictwa, a otrzymany majątek wydatnie pomnożył.
20 stycznia 1880 ożenił się z Marią z Jarocińskich herbu Jastrzębiec, pochodzącą z drobnej szlachty z ziemi sieradzkiej. Mieli pięcioro dzieci: Witolda (1880–1927), Przemysława (1888–1944) i Halinę Kleniewską-Iłłakowicz (1883–1973), dwoje innych zmarło w dzieciństwie.
W 1882 Kleniewscy podjęli decyzję o wybudowaniu pałacu w Kluczkowicach tam z czasem umieszczając centrum swoich opolskich dóbr (...). Został zamieszkany przed zimą 1885 roku, ale z powodu wilgotnych murów Kleniewscy zmuszeni zostali do przeniesienia się do drewnianego dworku w Brzozowej. Jan Kleniewski był poglądów narodowych, gościł w Kluczkowicach Romana Dmowskiego.
Zmarł 28 grudnia 1918 w Warszawie. Pochowany został w rodzinnym grobowcu we Wrzelowcu.

## Działalność Jana Kleniewskiego
- Zrezygnował z uprawy zbóż na rzecz roślin przemysłowych.
- Założył jedne z największych w Królestwie Polskim plantacje chmielu (100 morgów) i buraków cukrowych. Posiadał kilka suszarni i siarkownię chmielu. By pozyskać więcej gruntów pod uprawę, zmeliorował i osuszył mokradła na Powiślu. Wszystko, co wyprodukował, przetwarzał na miejscu.
- Był współorganizatorem cukrowni w Opolu Lubelskim i twórcą „Zagłoby”, własnej cukrowni we Wrzelowie.
- Rozbudował i zmodernizował browar w Kluczkowicach i gorzelnię w Łaziskach.
- Wybudował fabrykę serów szwajcarskich w Szczekarkowie.
- Założył cegielnię w Lemszczyźnie (później dzielnica Lublina) i fabrykę kafli.
- Przy 400-morgowej plantacji wikliny nad Wisłą założył fabrykę koszyków, wyplatano tam kosze, meble i galanterię.
- Surowiec drzewny pozyskiwany ze swoich lasów (1600 morgów) przetwarzał w tartakach, terpentyniarniach, stolarniach, gdzie produkowano gonty, parkiety, meble.
- Posiadał liczne młyny wodne i parowe.
- W 1917 założył swoją kolejkę wąskotorową łączącą Zagłobę z Nałęczowem z odnogą Karczmiska–Opole (łącznie 35 km). (Nadwiślańska Kolejka Wąskotorowa)
- Miał sieć sklepów w Opolu Lubelskim, Puławach i Warszawie, sprzedającą produkty jego firm
- Wybudował pałac w Kluczkowicach-Osiedlu.

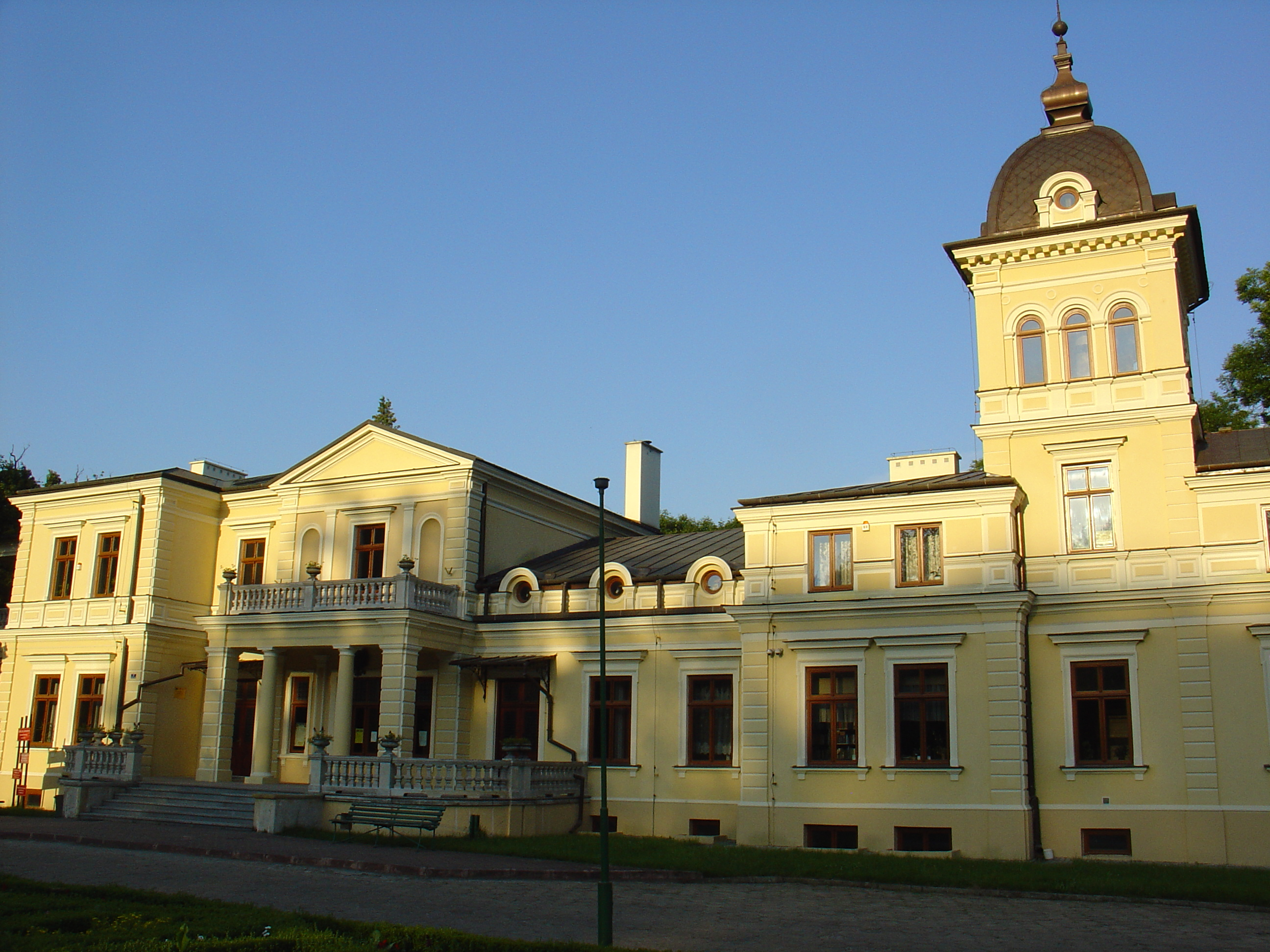
Pałac w Kluczkowicach